# Neguac
Neguac es un pueblo canadiense situado en la provincia de Nuevo Brunswick.

## Superficie
Neguac tiene una superficie de 26,72 km².

## Demografía
En 2021, tenía 1692 habitantes, una densidad poblacional de 63,3 hab./km², y 781 viviendas.